# Уидон, Берт
Герберт Морис Уильям ‘Берт’ Уидон  (англ. Herbert Maurice William Weedon; 10 мая 1920 — 20 апреля 2012) — британский гитарист и композитор, стиль игры на гитаре которого был популярным и влиятельным в течение 1950-х и 1960-х гг. Офицер Ордена Британской империи. Стал первым британским гитаристом, запись которого попала в UK Singles Chart в 1959 г., а его учебник бестселлер Play in a Day, оказал основное влияние на многих ведущих музыкантов.

## Биография
Родился в городке East Ham, возле Лондона. В возрасте 12 лет он начал учиться игре на классической гитаре и решил стать профессиональным музыкантом. Перед тем, как появиться в качестве солиста в зале собрания своего города в 1939 г. он в течение 1930-х гг. руководил такими группами, как Blue Cumberland Rhythm Boys, Bert Weedon and His Harlem Hotshots. Он выступал вместе с ведущими исполнителями, в том числе такими, как Граппели, Стефан и большими группами и оркестрами, как Ted Heath и Mantovani.
В 1950-х гг. он присоединился к музыкальной группе BBC Show Band под руководством Cyril Stapleton, когда он начал выступать как солист.. Он также исполнял в составе ранних британских ансамблей, игравших рок-н-ролл и аккомпанировал таким американским певцам, как Фрэнк Синатра и Джуди Гарленд во время их турне. По оценке он исполнял во время 5 000 радиопередач на BBC radio.
В 1950-х гг. его можно было регулярно увидеть на британском телевидении, в том числе в наиболее популярных детских программах.
Он упоминался как оказавший влияние на таких звёзд, как Eric Clapton, Brian May, Mike Oldfield, The Shadows и The Beatles.

Наряду с его достижениями в хитах, занявших места чарте, появлениями на радио и телевидении в критическое время для истории британской музыки, наиболее известен его вклад в виде учебника Play in a Day, впервые опубликованного в 1957 г..
Многие звёзды упоминают эту книгу как оказавшую основное влияние на их учёбу и исполнение. Он также написал продолжение Play Every Day.
В ноябре 1976 г. Уидон исполнил хит, ставший номером 1 в течение недели в UK Albums Chart с импровизацией 22 Guitar Golden Greats
Уидон был женат на Maggie Weedon, у него двое сыновей, Lionel и Geoffrey, и девять внуков. Он занимался благотворительностью для детей и инвалидов.
В 2001 г. он награждён орденом за свои достижения в сфере развлечения и благотворительности.

## Дискография

### Синглы в чарте
| 1959 | "Guitar Boogie Shuffle" | 10 |
| 1959 | "Nashville Boogie"      | 29 |
| 1960 | "Big Beat Boogie"       | 37 |
| 1960 | "Twelfth Street Rag"    | 47 |
| 1960 | "Apache"                | 24 |
| 1960 | "Sorry Robbie"          | 28 |
| 1961 | "Ginchy"                | 35 |
| 1961 | "Mr Guitar"             | 47 |

### Издания под лейблом «Высший ранг»

#### Альбомы
- BUY026 Kingsize Guitar
- 35/101 Honky Tonk Guitar

#### Синглы
- JAR117 "Guitar Boogie Shuffle" / "Bert's Boogie" 7"/78 (1959) - UK #10
- JAR121 "Sing Little Birdie-Quickstep" / "The Lady is a Tramp-Quickstep" 7"/78
- JAR122 "Petite Fleur-Slow Foxtrot" / "My Happiness-Slow Foxtrot" 7"/78
- JAR123 "Charmaine-Waltz" / "It's Time to Say Goodnight-Waltz" 7"/78
- JAR136 "Teenage Guitar" / "Blue Guitar" 7"/78
- JAR210 "Jealousy-Tango / "Tango Tango" 7"/78
- JAR211 "Stardust-Slow Foxtrot" / "Summertime-Slow Foxtrot" 7"/78
- JAR221 "Nashville Boogie" / "King Size Guitar" 7"/78 (1959) - UK #29
- JAR300 "Big Beat Boogie" / "Theme from a Summer Place" 7" (1960) - UK #37
- JAR360 "Twelfth Street Rag" / "Querida" 7" (1960) - UK #47
- JAR415 "Apache" / "Lonely Guitar" 7" (1960) - UK #24
- JAR517 "Sorry Robbie" / "Easy Beat" 7" (1960) - UK #28
- JAR537 "Ginchy" / "Yearning" 7" (1961) - UK #35
- JAR559 "Mr Guitar" / "Eclipse" 7" (1961) - UK #47
- JAR582 "Ghost Train" / "Fury" 7" (1961)
- JKP3008 Weedon Winners EP[6]

## Внешние ссылки
- Официальный веб-сайт Берта Уидона на
- Биография и дискография на 45 об/мин Biography and discography at 45-rpm.org.uk